# Association Iris Angola
L'Association Iris Angola est la première organisation non gouvernementale LGBT légalement enregistrée en Angola. L'organisation est fondée en 2013 et est enregistrée en 2018. 
Son siège social est à Luanda et elle possède des bureaux à Benguela et à Lubango.

## Activités
Iris Angola est un groupe de militants des droits des LGBT. Elle apporte un soutien par le biais de la défense des droits de l'homme ainsi que de la prévention, du traitement et des soins du VIH,.  
Avec le soutien du Programme des Nations Unies pour le développement, Iris Angola lance en 2022 une exposition photo intitulée «Voir au-delà de vos préjugés»,.
Iris Angola  organise le premier concours Miss Trans Angola en 2024 ,. Cette année-là, elle plaide aussi  en faveur de l'inclusion d'un questionnaire sur l'orientation sexuelle dans le recensement du pays.